# Pima Air and Space Museum
Le Pima Air and Space Museum est un musée d'aviation et d'espace situé à Tucson, en Arizona, près de la Davis-Monthan Air Force Base.

## Expositions
Le musée expose plus de 300 avions, pour une partie stockés dans des hangars, mais la plupart se trouvent en extérieur. Il contient des séries rarissimes. A titre d'exemples  :
La série quasi-complète des bombardiers américains entrés en production : B-17, B-18, B-24, B-25, B-26, B-29 (et ses dérivés ravitailleurs  C-97 et KC-97) , B-34, B-36, B-47, B-50, B-52 (deux exemplaires) , B-57, B-58, B-66, F-111. Les principaux avions manquants dans cette liste (Martin MB-2/NBS-1, B-10, B-45, B-1, B-2, F-117) peuvent être vus au National Museum of the USAF à Dayton, OH. (il n'existe plus d'exemplaire de B-32 complet)
Une série de MiGs soviétiques : MiG-17, MiG-19, MiG-21, MiG-23, MiG-29.
Seuls avions français : Un Fouga Magister, un Mystère IV, une Caravelle. Plus un Alpha Jet (aux couleurs allemandes)

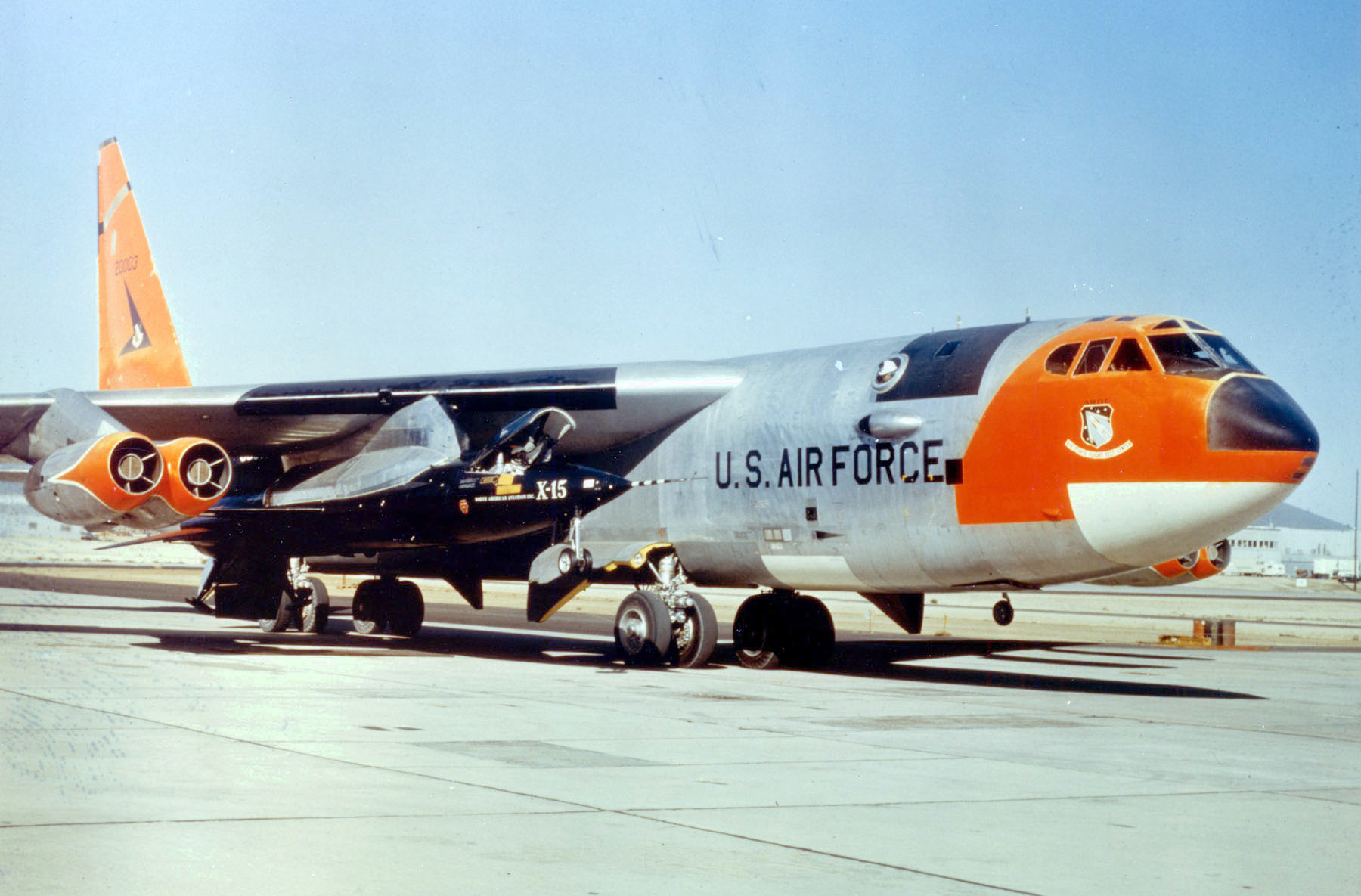
Le NB-52A de la NASA ayant servi d'avion porteur pour le X-15. Il s'agit du plus ancien B-52 préservé.
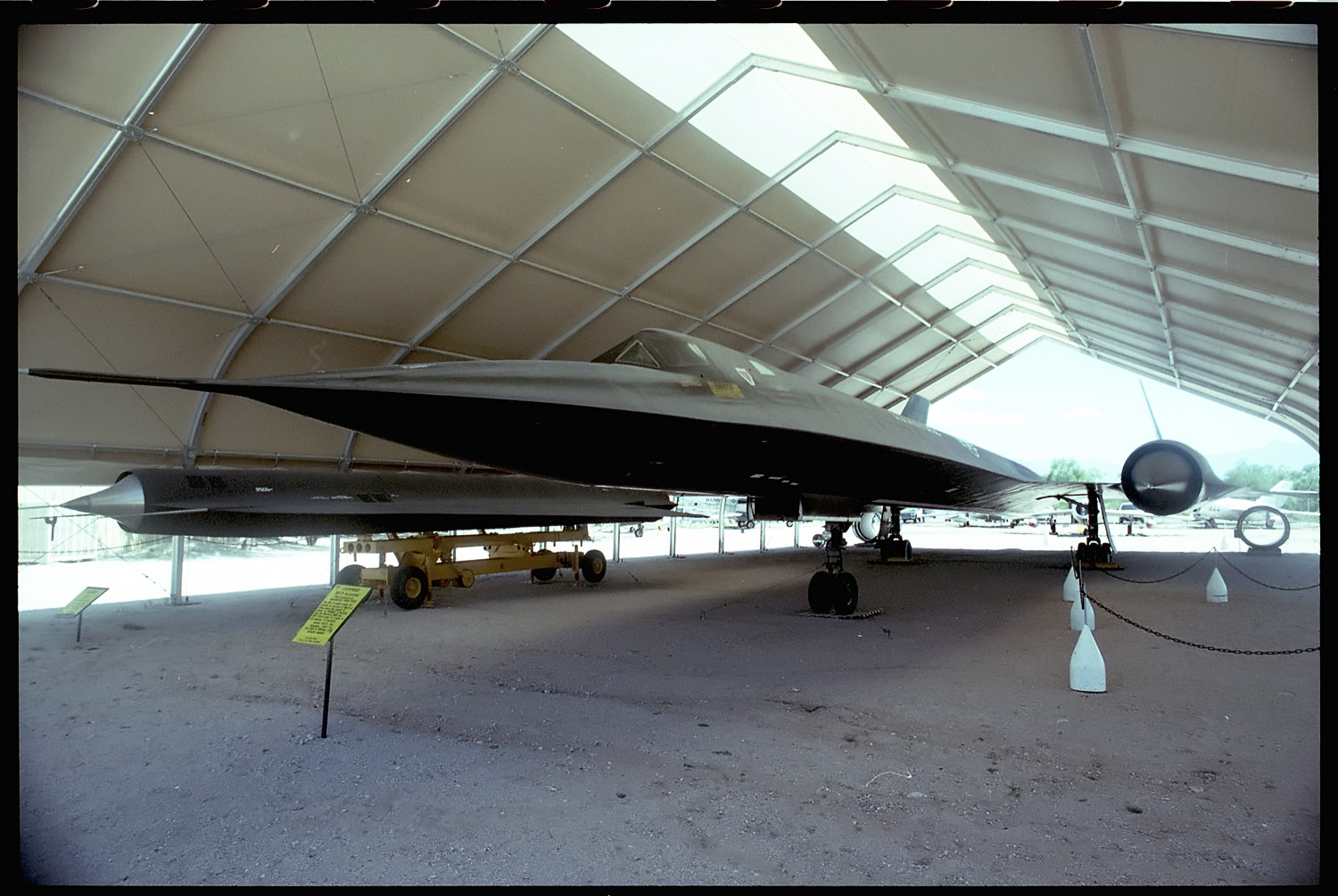
Un SR-71 Blackbird avec son drone D-21.
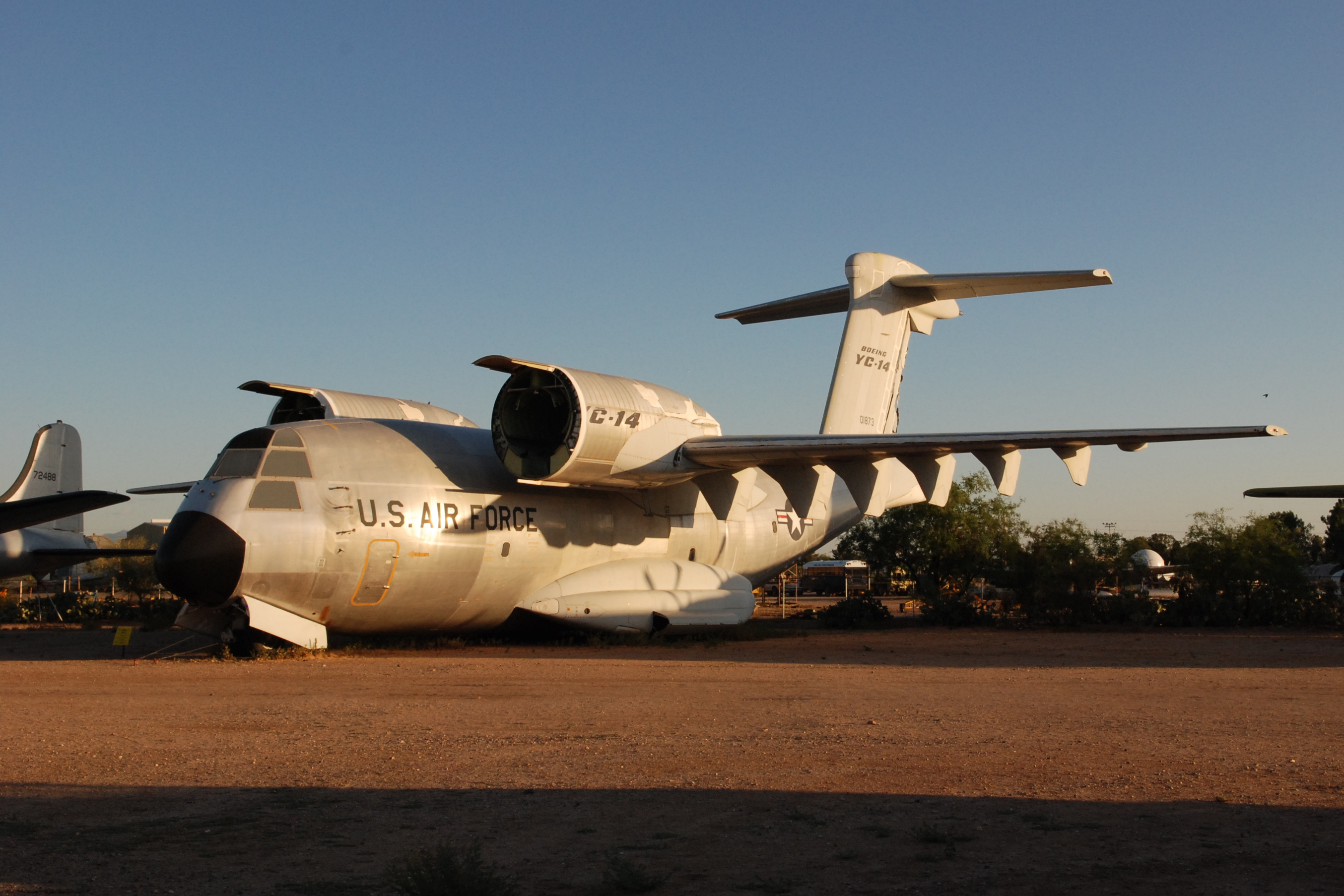
Le premier prototype du YC-14.
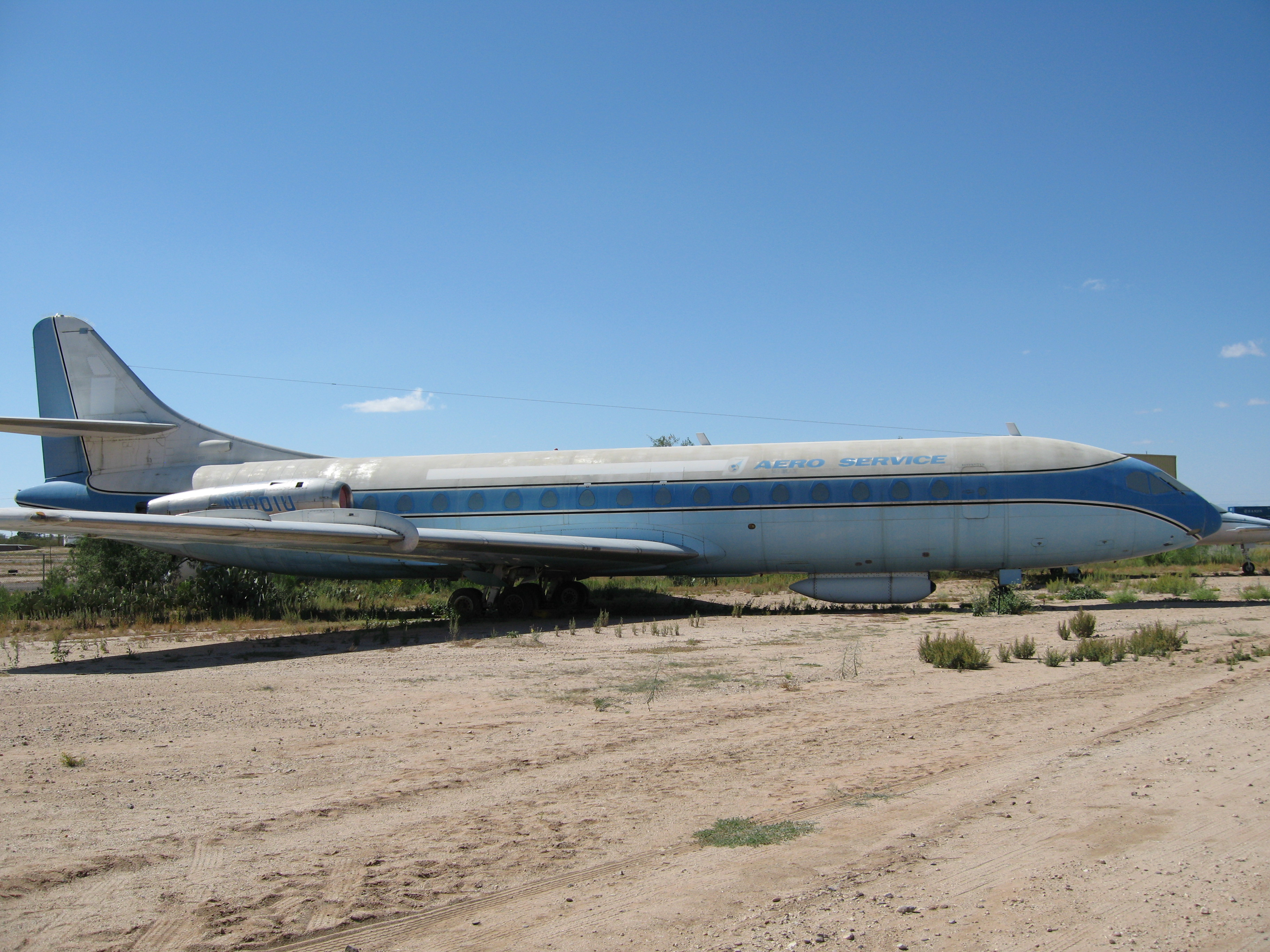
Une ancienne Caravelle, utilisée pour de la cartographie électronique.
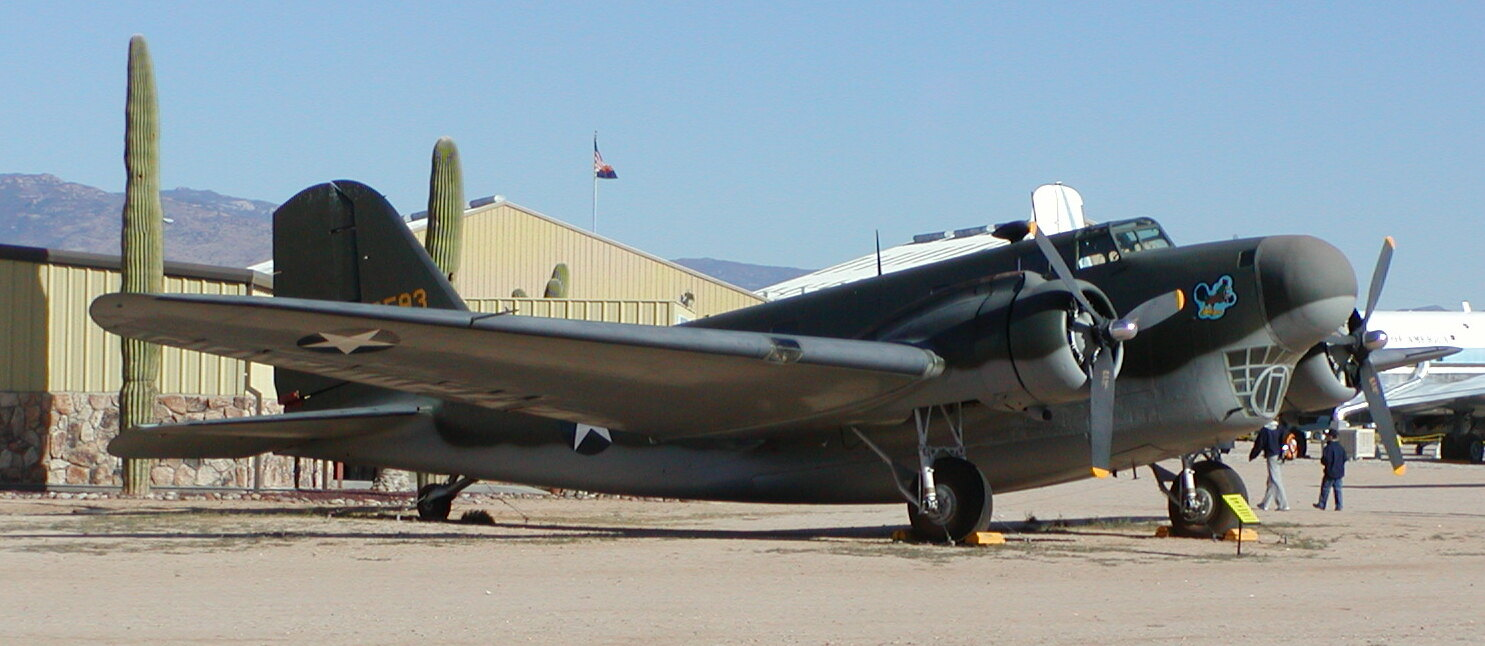
Un B-18B Bolo.
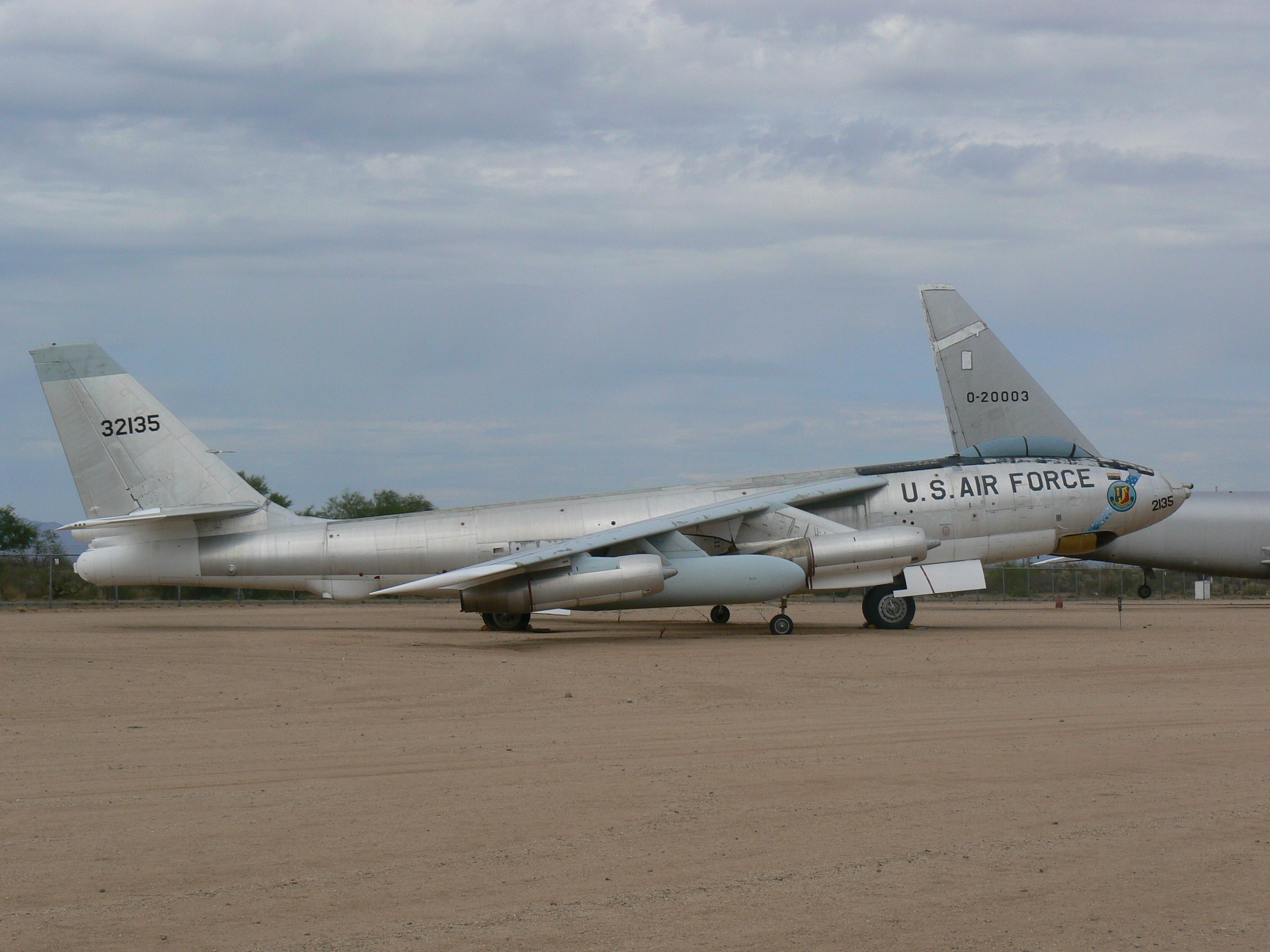
Un B-47 Stratojet de l'USAF.